# Ынтымак (Сайрамский район)
Ынтымак (каз. Ынтымақ, до 199? г. — Николаевка) — село в Сайрамском районе Туркестанской области Казахстана. Входит в состав Карасуского сельского округа. Код КАТО — 515257700.

## Население
В 1999 году население села составляло 831 человек (431 мужчина и 400 женщин). По данным переписи 2009 года, в селе проживал 1101 человек (547 мужчин и 554 женщины).